# Université de Kanazawa
Pour les articles homonymes, voir Kanazawa (homonymie).
L'Université de Kanazawa (金沢大学, Kanazawa daigaku, couramment abrégée en 金大, Kindai) est une université nationale japonaise, située à Kanazawa dans la préfecture d'Ishikawa.

## Composantes
L'université est structurée en facultés de 1er cycle (学域), qui ont la charge des étudiants de 1er cycle universitaire, et en facultés de cycles supérieurs (研究科, kenkyūka), qui ont la charge des étudiants de 2e et 3e cycle universitaire.

### Facultés de1ercycle
L'université compte 3 facultés de 1er cycle (学域).
- Faculté de sciences humaines et sociales
- Faculté de science et d'ingénierie
- Faculté de médecine, de pharmacologie, et de sciences de la santé

### Facultés de cycles supérieur
L'université compte 7 facultés de cycles supérieurs (研究科, kenkyūka).
- Faculté de Lettres
- Faculté de droit
- Faculté d'économie
- Faculté de sciences médicales
- Faculté d'étude humaine et socio-environnementales
- Faculté des sciences et technologie de la nature
- École de droit